# Inhibition of return
Inhibition of return (IOR; deutsch etwa „Hemmung der Rückkehr“) beschreibt ein Phänomen der Blickbewegung: Beobachtete ein Proband ein Objekt an einem bestimmten Ort genauer (zwischen 100 und 300 Millisekunden), dann ist es sehr unwahrscheinlich, dass er nach einem Fokuswechsel (sogenannte Sakkade) erneut dort wieder hinschaut, sondern stattdessen weitere nicht betrachtete Bereiche anschaut. Man geht also davon aus, dass die Funktion des IOR darin besteht, möglichst viel Information zu gewinnen und neue Dinge zu entdecken.
Das Phänomen wurde zuerst von Michael Posner und Yoav Cohen beschrieben, die vergeblich zu zeigen versuchten, dass die Reaktionszeit beim Auffinden bestimmter Objekte an der alten Position geringer ist als an einer neuen Position. Auch Hinweisreize an derselben Position vor dem Auftauchen des gesuchten Objekts können den IOR auslösen, dazu muss der Hinweisreiz aber mindestens zwischen 300 und 500 Millisekunden vorher auftauchen. Bei kürzerem zeitlichen Abstand (100–300 Millisekunden) verbessert sich dagegen die Reaktionszeit.